# Eruzione effusiva

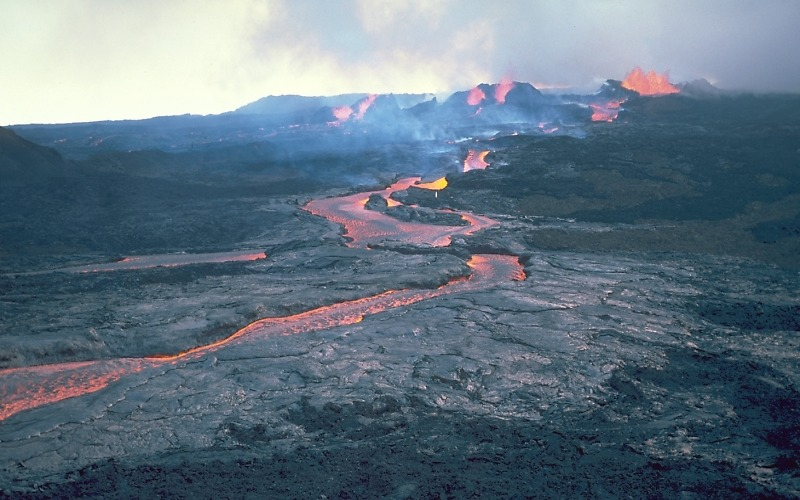
Un flusso di lava ʻAʻā dal Mauna Loa durante la sua eruzione del 1984.

Una eruzione effusiva è una eruzione vulcanica in cui il magma viene espulso dal vulcano sotto forma di fiumi di lava, detti anche colate laviche. Per avere una eruzione di questo tipo è necessario che i gas contenuti nel magma vengano espulsi in modo da evitare che la pressione del gas conduca ad una esplosione. L'espulsione del gas può avvenire sia gradatamente tramite fumarole o rapidamente, tramite esplosioni freatiche o eruzioni precedenti a carattere esplosivo. Un esempio di eruzione effusiva in Italia è dato dall'Etna.
I flussi di lava generati da eruzioni effusive variano in forma, spessore, lunghezza e larghezza a seconda del tipo di lava eruttata, dello scarico, della pendenza del terreno su cui viaggia la lava, e della durata dell'eruzione.
Ad esempio, il basalto lavico può diventare lava di tipo ʻAʻā o di tipo Pahoehoe. L'andesite lavica forma tipicamente colate laviche a blocchi, e colate di lava dacite spesso formano cumuli con fianchi scoscesi chiamate duomi di lava causa della loro viscosità.
Le eruzioni effusive si verificano quando dei magmi caldi (1200 °C), ad alta viscosità raggiungono la superficie della crosta terrestre. I gas disciolti sfuggono facilmente mentre il magma erutta, formando della lava che scorre in discesa abbastanza rapidamente e facilmente. Le eruzioni effusive costruiscono vulcani dolcemente inclinati come quelli delle Hawaii